# Eydie Gormé
Eydie Gormé, nome artístico de Edith Gormezano (Bronx, 16 de agosto de 1928 — Las Vegas, 10 de agosto de 2013) foi uma cantora estadunidense. Integrante da famosa dupla Steve & Eydie, participou de muitas gravações históricas ao lado do Trio Los Panchos.

## Infância
Eydie nasceu em 16 de agosto de 1928, no Bronx, em Nova York, e já com três anos de idade, cantava no rádio, num programa infantil e não parou mais. Fez a escola secundária ali mesmo, no bairro onde morava, e foi trabalhar como intérprete de espanhol numa loja de importação e exportação, e também como intérprete nas Nações Unidas. Os pais de Edith Gormenzano eram imigrantes sefarditas, de ascendência espanhola, e ela, a caçula de três irmãos. Já que o ladino, idioma semelhante ao espanhol, era a língua que se falava em casa, ela cresceu dominando sem problemas este idioma.

## Início de carreira
Em 1950 decidiu que queria ser cantora, e neste mesmo ano, grava 2 discos de 78 rpm. Trabalhou também como “crooner” de orquestra, que os espanhóis chama de “cantante a pedido”. Foi vocalista da orquestra de Glenn Miller, e em 1951, gravou vários programas musicais de auditório, que era um costume na época, que posteriormente foram lançados em CD. Em 1952, começou sua carreira como solista. Conheceu seu futuro marido, Steve Lawrence, quando foram convidados a participar de um programa bastante famoso na época: “The Tonight Show“, em horário nobre.

## Vida pessoal
Eydie e Steve se casaram em 1957 e tiveram 2 filhos, um deles, David Nessim Lawrence, é o premiado compositor das canções do filme “High School Musical” (2006). O outro filho do casal, Michael Robert Lawrence, morreu aos 23 anos, em 1986, de um ataque cardíaco, durante uma partida de tênis.

## Sucesso
As apresentações do casal são famosas, tanto no rádio, como na televisão, nos cassinos e principalmente em Las Vegas e Atlantic City, onde assistir um show deles, virou um clássico do showbizz americano; quase uma obrigação. O primeiro grande sucesso mundial de Eydie, aconteceu em 1963, quando ela gravou “Blame it on the Bossa Nova”, e com esta música ela passou a ser conhecida inclusive no Brasil, onde foi feita uma versão para o português gravada pelo Trio Esperança como “Ensinando a Bossa Nova”. Ainda nos anos 60, Eydie consegue um sucesso considerável no mercado fonográfico, quando gravou alguns discos em espanhol junto com o Trio Los Panchos.
Com estes discos, atingiu rapidamente o mercado latino, incluindo o Brasil, que sempre foi tão receptivo ao bolero e às músicas em língua espanhola. Desde a década de 1970 o casal Steve & Eydie focaram seu trabalho quase que exclusivamente no repertório pop-romântico americano, gravando vários discos de compositores famosos, autores dos clássicos que entraram para a história musical. Incansáveis, em 2002 anunciaram uma mega-turnê chamada de “One More For The Road”. Em 2003, Mark Portantiere escreveu na sua coluna Theatermania sobre a apresentação deste show, que ele assistiu em Long Island, no “Westburry Music Hall”. O show tem início com uma montagem de clips do casal juntos ou separadamente, contracenando e dividindo o palco com outros colegas famosos, como Ethel Merman, Perry Como e Frank Sinatra. A seguir, entram no palco e fazem um “medley” de seus maiores sucessos para depois cada um cantar sozinho e fazer sua apresentação individual.
Muitos associam o nome deles somente a discos, tv e shows em “nightclubs”, mas ambos têm uma forte ligação com os palcos teatrais, especialmente a Broadway, não só através do repertório, que contém os maiores hits de lá, mas também pelas atuações de ambos. Steve conta para a platéia que pouco antes de morrer, Sinatra lhe mandou de presente uma enorme caixa, contendo vários arranjos originais de suas músicas, como por exemplo “All, or Nothing At All”, “Come Fly With Me” e “Night & Day”.
Encerraram a noite com um clássico de Gerswhin, “Love is Here To Stay”, música bastante adequada ao casal, cuja parceria profissional e pessoal já passa dos 50 anos, e ainda transparece o amor, a admiração e o carinho que sentem um pelo outro.

## Discografia

### Álbuns
- 1951 Tex Beneke & The Glenn Miller Orchestra
- 1956 Delight
- 1957 Eydie Gormé
- 1957 Eydie Swings the Blues
- 1958 Eydie Gormé Vamps the Roaring 20's
- 1958 Eydie in Love
- 1958 Gormé Sings Showstoppers
- 1958 Love is a Season
- 1959 Eydie Gormé On Stage
- 1959 Eydie in Dixieland
- 1960 We Got Us (com Steve Lawrence)
- 1960 Sing The Golden Hits (com Steve Lawrence)
- 1961 Come Sing with Me
- 1961 I Feel So Spanish
- 1962 Two On The Aisle (com Steve Lawrence)
- 1962 It's Us Again (com Steve Lawrence)
- 1963 Blame It on the Bossa Nova
- 1963 Let the Good Times Roll'
- 1963 Steve & Eydie At The Movies (com Steve Lawrence)
- 1964 Gormé Country Style
- 1964 That Holiday Feeling (com Steve Lawrence)
- 1964 Amor (com Los Panchos)
- 1965 Eydie Gormé sings Great Songs from The Sound of Music And Other Broadway Hits
- 1965 More Amor (com Los Panchos)
- 1966 Don't Go to Strangers
- 1966 If He Walked Into My Life
- 1966 Navidad Means Christmas (com Los Panchos)
- 1967 Steve & Eydie, Bonfá & Brazil (com Luis Bonfá e Steve Lawrence)
- 1967 Softly, As I Leave You
- 1968 The Look of Love
- 1968 Eydie
- 1969 Otra Vez
- 1970 Tonight I'll Say a Prayer
- 1970 Canta en Español (com Los Panchos)
- 1970 Cuatro Vidas (com Los Panchos)
- 1971 It Was a Good Time
- 1976 La Gormé
- 1977 Muy Amigos/Close Friends (com Danny Rivera)
- 1981 Since I Fell for You
- 1982 Tomame O Dejame
- 1988 De Corazon A Corazon
- 1992 Eso Es El Amor
- 1996 Silver Screen

### Singles
| Ano  | Single                                             | Posição nas paradas | Posição nas paradas | Posição nas paradas | Posição nas paradas | Posição nas paradas |
| Ano  | Single                                             | US                  | US AC               | US R&B              | US Country          | UK                  |
| ---- | -------------------------------------------------- | ------------------- | ------------------- | ------------------- | ------------------- | ------------------- |
| 1954 | "Fini"                                             | 19                  | —                   | —                   | -                   | —                   |
| 1956 | "Too Close For Comfort"                            | 39                  | —                   | —                   | -                   | —                   |
| 1956 | "Mama, Teach Me To Dance"                          | 34                  | —                   | —                   | -                   | —                   |
| 1957 | "I'll Take Romance"                                | 65                  | —                   | —                   | -                   | —                   |
| 1957 | "Your Kisses Kill Me"                              | 53                  | —                   | —                   | -                   | —                   |
| 1957 | "Love Me Forever"                                  | 24                  | —                   | —                   | -                   | 21                  |
| 1958 | "You Need Hands"                                   | 11                  | —                   | —                   | -                   | —                   |
| 1958 | "Gotta Have Hands"                                 | 63                  | —                   | —                   | -                   | —                   |
| 1958 | "The Voice In My Heart"                            | 88                  | —                   | —                   | -                   | —                   |
| 1962 | "Yes, My Darling Daughter"                         | -                   | —                   | -                   | -                   | 10                  |
| 1963 | "Blame It On the Bossa Nova"                       | 7                   | —                   | 16                  | -                   | 32                  |
| 1963 | "Don't Try To Fight It, Baby"                      | 53                  | 18                  | —                   | -                   | —                   |
| 1963 | "I Want To Stay Here"#                             | 28                  | 8                   | —                   | -                   | 3                   |
| 1963 | "Everybody Go Home"                                | 80                  | —                   | —                   | -                   | —                   |
| 1963 | "I Can't Stop Talking About You"#                  | 35                  | 14                  | —                   | -                   | —                   |
| 1964 | "The Friendliest Thing"                            | 133                 | —                   | —                   | -                   | —                   |
| 1964 | "I Want You To Meet My Baby"                       | 43                  | —                   | —                   | -                   | —                   |
| 1964 | "Can't Get Over (the Bossa Nova)"                  | 87                  | 20                  | —                   | -                   | —                   |
| 1965 | "Do I Hear a Waltz?"                               | 122                 | —                   | —                   | -                   | —                   |
| 1965 | "Just Dance On By"                                 | 124                 | 39                  | —                   | -                   | —                   |
| 1965 | "Don't Go To Strangers"                            | -                   | 36                  | —                   | -                   | —                   |
| 1966 | "What Did I Have That I Don't Have?"               | -                   | 17                  | —                   | -                   | —                   |
| 1966 | "If He Walked Into My Life"                        | 120                 | 5                   | —                   | -                   | —                   |
| 1966 | "What Is a Woman?"                                 | -                   | 34                  | —                   | -                   | —                   |
| 1967 | "The Honeymoon Is Over"#                           | -                   | 14                  | —                   | -                   | —                   |
| 1967 | "Softly, As I Leave You"                           | 117                 | 30                  | —                   | -                   | —                   |
| 1967 | "How Could I Be So Wrong"                          | -                   | 22                  | —                   | -                   | —                   |
| 1968 | "Life Is But a Moment (Canta Ragazzina)"           | 115                 | 35                  | —                   | -                   | —                   |
| 1968 | "The Two of Us"#                                   | -                   | 33                  | —                   | -                   | —                   |
| 1968 | "This Girl's In Love With You"                     | -                   | 22                  | —                   | -                   | —                   |
| 1969 | "Real True Lovin'"#                                | 119                 | 20                  | —                   | -                   | —                   |
| 1969 | "Tonight I'll Say a Prayer"                        | 45                  | 8                   | —                   | -                   | —                   |
| 1970 | "(You're My) Soul & Inspiration"#                  | -                   | 21                  | —                   | -                   | —                   |
| 1970 | "My World Keeps Getting Smaller Every Day"#        | -                   | 24                  | —                   | -                   | —                   |
| 1971 | "Love is Blue/Autumn Leaves"#                      | -                   | 37                  | —                   | -                   | —                   |
| 1971 | "It Was a Good Time"                               | -                   | 23                  | —                   | -                   | —                   |
| 1972 | "We Can Make It Together (featuring the Osmonds)"# | 68                  | 7                   | —                   | -                   | —                   |
| 1973 | "Feelin'"#                                         | -                   | 31                  | —                   | -                   | —                   |
| 1973 | "Take One Step"                                    | -                   | 47                  | —                   | 94                  | —                   |
| 1973 | "Touch the Wind (Eres Tu)"                         | -                   | 41                  | —                   | -                   | —                   |
| 1976 | "What I Did For Love"                              | -                   | 23                  | —                   | -                   | —                   |
| 1979 | "Hallelujah"##                                     | -                   | 46                  | —                   | -                   | —                   |